# Schefferville
Schefferville é uma cidade localizada na região de Côte-Nord no Quebec, Canadá. Schefferville fica no coração do território Naskapi e Innu, no norte de Quebec, a menos de 2 quilômetros da fronteira com Terra Nova e Labrador, na margem norte do Lago Knob. A população do local é de apenas 213 habitantes, de acordo com o censo de 2011.